# Тураковский сельский округ
Тураковский сельский округ — упразднённая административно-территориальная единица, существовавшая на территории Сергиево-Посадского района Московской области в 1994—2006 годах.
Тураковский сельсовет был образован в первые годы советской власти. По данным 1918 года он входил в состав Сергиевской волости Дмитровского уезда Московской губернии.
13 октября 1919 года Сергиевская волость вошла в Сергиевский уезд. По данным 1922 года Тураковский с/с в Сергиевской волости не числился.
В 1927 году Тураковский с/с был восстановлен путём выделения из Афанасовского с/с.
В 1929 году Тураковский с/с был отнесён к Сергиевскому (с 1930 — Загорскому) району Московского округа Московской области. При этом к нему были присоединены Афанасовский с/с, а также Назарьевский с/с бывшей Шараповской волости.
9 июля 1952 года из Охотинского с/с в Тураковский были переданы селения Высоково и Вихрево.
14 июня 1954 года к Тураковскому с/с были присоединены Охотинский и Шараповский с/с. 22 июня селение Варавино было передано из Тураковского с/с в Воздвиженский, а селение Ильинки из Березняковского с/с в Тураковский с/с.
20 августа 1960 года деревня Афанасово Тураковского с/с была включена в черту города Загорска.
1 февраля 1963 года Загорский район был упразднён и Тураковский с/с вошёл в Мытищинский сельский район. 11 января 1965 года Тураковский с/с был возвращён в восстановленный Загорский район.
30 мая 1978 года в Тураковском с/с были упразднены селения Кобылино и Ларино.
16 сентября 1991 года Загорский район был переименован в Сергиево-Посадский.
3 февраля 1994 года Тураковский с/с был преобразован в Тураковский сельский округ.
24 ноября 2004 года в Тураковском с/о посёлок учебного хозяйства «Ситники» был переименован в Ситники, а посёлок детского дома МООСО — в Здравницу.
В ходе муниципальной реформы 2005 года Тураковский сельский округ прекратил своё существование как муниципальная единица. При этом деревни Высоково, Глинково, Тураково и Чарково были переданы в городское поселение Сергиев Посад, а остальные населённые пункты — в сельское поселение Лозовское.
29 ноября 2006 года Тураковский сельский округ исключён из учётных данных административно-территориальных и территориальных единиц Московской области.